# フィラクシス・ゲームズ
フィラクシス・ゲームズ（英: Firaxis Games）は、コンピュータゲーム開発企業。1996年、マイクロプローズを離れたシド・マイヤー、Jeff Briggs、ブライアン・レイノルズが創業した。本社はアメリカ合衆国メリーランド州ハントバレーにあり、シミュレーションゲームを主に制作している。

## 概要
初期のゲームとしては、南北戦争の有名な戦闘を題材にした Gettysburg（1997年）と Antietam（1998年）、アルファ・ケンタウリ星系を舞台とした宇宙移民を扱った Sid Meier's Alpha Centauri（1999年）がある。2000年初め、ブライアン・レイノルズは新たなスタジオ Big Huge Games を設立し、フィラクシスを離れた。その後、フィラクシスはゴルフコース設計/経営ゲーム Sid Meier's SimGolf（2002年）をリリースした。最も成功したゲームは、マイヤーのシヴィライゼーションシリーズの続編である Civilization III（2001年）と Civilization IV であろう。
2004年11月、フィラクシスは Sid Meier's Pirates! をリリース。これはマイヤーが1987年にリリースした同名作品の続編である。そのXbox版は2005年7月、PSP版（製作はFull Fat）は2007年1月にリリースされた。
Civilization IV は2003年末ごろから開発が始まり、2005年10月24日に北アメリカ、2005年11月4日にヨーロッパでリリースされた。
2008年7月にリリースされた Civilization Revolution は、家庭用ゲーム機向けのみである。
2005年11月7日、テイクツー・インタラクティブはフィラクシスの買収を発表した。合意内容は明らかにされていないが、アメリカ証券取引委員会への報告によれば、資金と株式と開発中の製品に対して2670万ドル、将来の売り上げ予想に対する対価として1130万ドルが支払われた。2006年3月、PopTop Software と合併し、統合されたスタジオをシド・マイヤーが統括することになった。Jeff Briggs は2006年4月に会長に就任し、同年11月には退職した。
2007年4月、Soren Johnson がエレクトロニック・アーツに移籍し、ウィル・ライトの下で Spore の開発に携わることになった。Johnson はフィラクシスでも重要人物であり、Civilization III の設計にも関わり、Civilization IV では設計主任となっていた。
2009年9月、スタジオはハントバレーから、メリーランド州スパークスに移った。

## 最近のゲーム
フィラクシスのゲームは題名に "Sid Meier's" が度々付いている。これは、マイヤーが発案し、設計やプログラミングに参加していることを表している。また、ゲーム業界の有名人であるマイヤーの名を冠すると売れるという理由も当然ある。
- Sid Meier's Railroads! （2006年）
- Sid Meier's Civilization Revolution （2008年）
- Sid Meier's Civilization IV: Colonization （2008年）
- XCOM: Enemy Unknown （2012年）
- XCOM 2 (2016年)